# Anomalochromis thomasi
Il pesce gioiello nano (Anomalochromis thomasi (Boulenger, 1915)) è un piccolo pesce d'acqua dolce appartenente alla famiglia Cichlidae, nonché unica specie del genere Anomalochromis Meyer & Foerster, 1984.

## Descrizione

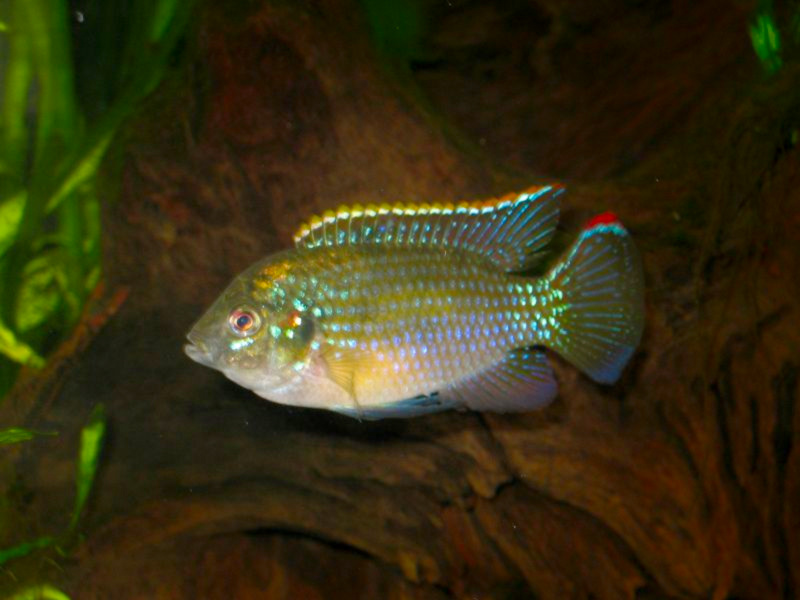
Un maschio nel periodo riproduttivo, con la sua scintillante livrea

Presenta un corpo robusto, a profilo ovaloide, con fronte alta, testa corta arrotondata, soprattutto a maturità. Le scaglie sono piuttosto grandi. La pinna caudale è ampia e a delta, la pinna dorsale, bassa e allungata nella parte terminale, le ventrali appuntite, l'anale alta e arrotondata.

Gli esemplari giovani presentano un colore di fondo grigio giallastro, fittamente puntinato di nero, con alcune macchie brune. Gli adulti invece hanno corpo grigio rosato, più scuro su testa e dorso, tendente al rossastro sul ventre; i fianchi e il peduncolo caudale sono ocra dorato. All'inizio dell'opercolo branchiale compare un grosso ocello nero, orlato di giallo azzurro dai riflessi metallici. Sui fianchi corrono verticalmente alcune macchie oblunghe grigio scuro, tendenti al nero nella femmina, poco visibili nel maschio. Tutte le scaglie hanno un punto azzurro metallico vivo, dando un effetto puntinato iridescente al pesce. La pinna caudale e la pinna dorsale presentano la stessa puntinatura azzurro metallico ma sono orlate di rosso vivo, l'anale è rossastra, rigata di rosso vivo e puntinata d'azzurro, le ventrali sono azzurro pastello. Le pinne pettorali invece sono trasparenti, con raggi bruni.

Le aree colorate di rosa e di rosso del suo corpo derivano da pigmenti esterni assunti con l'alimentazione: se non assume più queste sostanze, le aree rosate appaiono via via sempre più sbiadite, fino a scomparire.

I maschi sono più grandi delle femmine: raggiungono al massimo i 6,5 cm di lunghezza. Le femmine nel periodo riproduttivo hanno il ventre gonfio di uova.

## Biologia

### Riproduzione
La femmina depone fino a 500 uova su legni sommersi, rocce, piante acquatiche che avrà precedentemente pulito. Il maschio passa quindi alcuni giorni a montare la guardia al territorio circostante, mentre la femmina si prende direttamente cura delle uova, ossigenandole con le pinne e pulendole una ad una. L'incubazione dura 48 h, e una volta nati, gli avannotti vengono spostati più volte al giorno in diverse buche scavate sul fondo dai due genitori, fino a quando non riusciranno a nuotare in gruppo in modo sicuro.

### Alimentazione
Ha dieta carnivora ed è un vorace predatore: si nutre di larve d'insetto e piccoli crostacei.

## Distribuzione e habitat
Questa specie è diffusa lungo le acque dolci costiere e nei fiumi sfocianti sulla costa atlantica africana, dalla Guinea alla Sierra Leone, fino alla Liberia. Abita acque ricche di tannini derivate da tronchi e vegetazione in immersione, poiché il suo habitat sono i corsi d'acqua di fitte foreste.

## Acquariofilia
Poco diffuso in commercio e spesso trascurato, se visto in vendita, a causa della livrea giovanile non molto appariscente rispetto ad altri ciclidi nani, A. thomasi è facilmente allevabile anche da non esperti, e una volta adulto presenta una colorazione interessante. Occorre notare che, a differenza di altri ciclidi nani, non scava buche sul fondo e non dissotterra le radici delle piante acquatiche.